# Валиуллин, Эдуард Гусманович
Эдуард Гусманович Валиуллин  (28 ноября 1966, Таллин, Эстонская ССР, СССР) — советский, эстонский и украинский хоккеист, центральный нападающий.

## Карьера хоккеиста
Нападающий начинал свою карьеру ещё в первенстве СССР. Валиуллин выступал за клуб Высшей лиги «Сокол» (Киев). После распада СССР хоккеист уехал в Финляндию, где играл в командах низших дивизионов. С 1994 года выступал в первенствах России. Наибольшего успеха нападающий добился в тюменском «Рубине», с которым он дошёл до полуфинала плей-офф чемпионата России. В составе «Лады» в 1995 году Валиуллин выиграл серебряные медали МХЛ. С 2000 по 2007 годы хоккеист играл в клубах Украины, Белоруссии и Эстонии. Завершил свою карьеру нападающий в 40 лет.

## Карьера в сборной
Эдуард Валиуллин на международной арене представлял сборную Эстонии. За неё он играл с момента её образования и до 2007 года. Нападающий является лучшим бомбардиром за всю её историю. Всего в цветах национальной команды он забил 75 шайб. Хоккеист принял участие на 11 Чемпионатах мира в низших дивизионах.
На заре международной карьеры провел несколько матчей в составе сборной команды Украины.

## Карьера тренера
- 2010—2011 — Главный тренер юношеской сборной Белоруссии до 18 лет
- 2011—2012 — Главный тренер ХК «Лида»
- 2012—2014 — тренер ХК «Неман»
- 2014-2019 — главный тренер ХК «Неман-2»

В августе 2019 года возглавил жлобинский «Металлург». Через год он вернулся в «Лиду».